# Ley que promueve el empoderamiento de las mujeres rurales e indígenas
La  Ley que promueve el empoderamiento de las mujeres rurales e indígenas o Ley N°  31168 es la norma peruana que «tiene por objeto fortalecer, a través de acciones afirmativas, el empoderamiento, la igualdad de oportunidades y el desarrollo integral de las mujeres rurales e indígenas». Con la finalidad de promover la autonomía económica, social y cultural de las mujeres rurales desde la capacitación y el financiamiento. 
Fue aprobada por el Congreso de la República el 8 de marzo de 2021 y publicada en el diario oficial El Peruano el 14 de abril de 2021.

## Contexto
Las desigualdades entre hombres y mujeres están presentes en el país. Sin embargo, las brechas sociales aumentan en el sector rural. Según el INEI (2024), solo el 10 % de mujeres rurales alcanzaron estudiar o terminar estudios en educación superior. Lo cual se replica en las cifras sobre alfabetización, puesto que el 19,6 % de mujeres rurales encuestadas señalaron no saber leer ni escribir.
Para reducir las brechas sociales reflejadas en datos como los mencionados, se implementó la ley N°  31168. Con el la finalidad de desarrollar competencias en mujeres rurales e indígenas sobre programas que incluyan planes de negocios, proyectos productivos, asistencia técnica y manejo de tecnologías agrícolas.

## Contenido

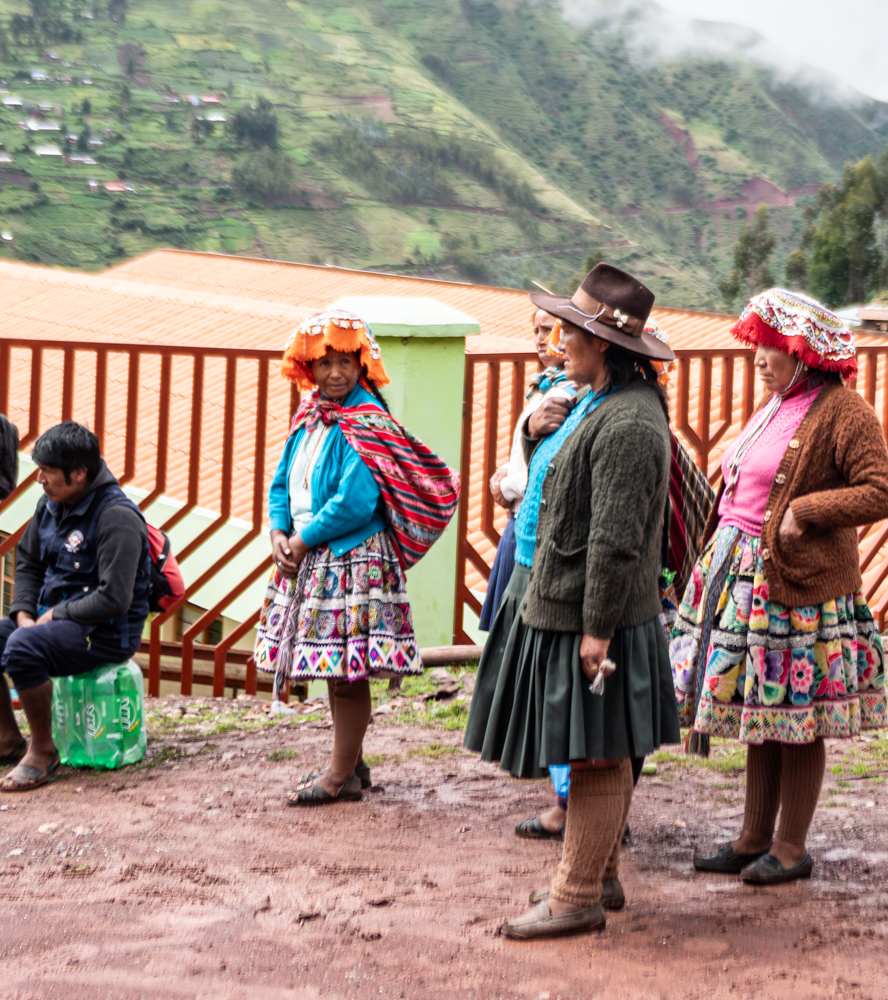
Mujer comunera campesina siendo participe de la asamblea comunal previo al linderaje.

La norma contiene 4 artículos que corresponden a su estructura:
- Objeto de la ley
- Definición de mujer rural
- Capacitación técnico-productiva y financiera
- Informe y monitoreo

## Aplicación

### Artículo 1 Objeto de la ley
Fortalecer el empoderamiento, la igualdad de oportunidades y el desarrollo integral de todas las mujeres rurales e indígenas mediante un plan de trabajo que potencie su autonomía económica, rural y social con un constante acompañamiento y financiamiento productivo.

### Artículo 2 Definición de mujer rural
Se entiende por mujeres rurales a aquellas que residen en zonas rurales y están relacionadas directa o indirectamente con las actividades de productividad y sustentabilidad rural, incluso si son o no reconocidas por instituciones privadas o del Estado o si no son remuneradas. El artículo también establece que las mujeres rurales pueden autoidentificarse como indígenas nativas, afrodescendientes o mestizas.

### Artículo 3 Capacitación térnico-productiva y financiera[1]
El Ministerio de Desarrollo Agrario y Riego junto al Ministerio de la Producción, la Superintendencia de Banca, Seguros (Administradoras Privadas de Fondos de Pensiones), y el Ministerio de Desarrollo e Inclusión Social, vienen desarrollando programas orientados a planes de negocio, proyectos productivos, asistencia técnica y manejo de tecnologías agrícolas, dirigido a mujeres rurales e indígenas. Estas instituciones remitirán informes anuales a la Comisión de Mujer y Familia y a la Comisión Agraria del Congreso de la República del Perú, con el fin de presentar avances e informes de la presente ley. 
El Ministerio de Desarrollo Agrario y Riego junto al Ministerio de la Producción, vienen desarrollando programas orientados a planes de negocio, proyectos productivos, asistencia técnica y manejo de tecnologías agrícolas, dirigido a mujeres rurales e indígenas.  A su vez, la Superintendencia de Banca, Seguros y Administradoras Privadas de Fondos de Pensiones, conjuntamente con el Ministerio de Desarrollo Agrario y el Ministerio de Desarrollo e Inclusión Social, desarrollan programas de capacitación económica sobre financiamiento y acceso a créditos. 

## Avances
En octubre del 2023 se propuso el proyecto de ley 4382/2022-CR, para modificar la Ley N° 31168. El cual establecía un marco legal orientado a promover el empoderamiento de las mujeres rurales e indígenas, a través de la implementación de políticas públicas.